# Чемпионат СССР по тяжёлой атлетике 1948
23-й чемпионат СССР по тяжёлой атлетике прошёл с 11 по 13 мая 1948 года в Киеве (Украинская ССР). В нём приняли участие 144 атлета, которые были разделены на 6 весовых категорий и соревновались в троеборье (жим, рывок и толчок).

## Медалисты
| Категория                    | Золото                                 | Золото                         | Серебро                               | Серебро                      | Бронза                                    | Бронза                       |
| До 56 кг (легчайший вес)     | Александр Донской «Спартак» Киев       | 292,5 кг (87,5 + 92,5 + 112,5) | Роберт Роман «Крылья Советов» Москва  | 277,5 кг (87,5 + 80 + 110)   | Иван Аздаров «Спартак» Ереван             | 277,5 кг (82,5 + 85 + 110)   |
| До 60 кг (полулёгкий вес)    | Евгений Лопатин «Динамо» Саратов       | 322,5 кг (97,5 + 97,5 + 127,5) | Моисей Касьяник «Динамо» Тбилиси      | 317,5 кг (100 + 97,5 + 120)  | Алексей Петров «Динамо» Ленинград         | 300 кг (85 + 90 + 125)       |
| До 67,5 кг (лёгкий вес)      | Владимир Светилко «Динамо» Тбилиси     | 345 кг (105 + 105 + 135)       | Иван Любавин «Крылья Советов» Москва  | 337,5 кг (100 + 100 + 137,5) | Израиль Механик «Локомотив» Москва        | 332,5 кг (102,5 + 100 + 130) |
| До 75 кг (средний вес)       | Мамия Жгенти «Динамо» Тбилиси          | 372,5 кг (110 + 115 + 147,5)   | Владимир Пушкарёв «Динамо» Москва     | 367,5 кг (107,5 + 115 + 145) | Николай Шатов «Динамо» Москва             | 357,5 кг (107,5 + 110 + 140) |
| До 82,5 кг (полутяжёлый вес) | Григорий Новак «Крылья Советов» Москва | 402,5 кг (130 + 122,5 + 150)   | Павел Кравченко «Динамо» Сталино      | 372,5 кг (120 + 107,5 + 145) | Виль Холин Вооружённые Силы Рига          | 365 кг (105 + 112,5 + 147,5) |
| Свыше 82,5 кг (тяжёлый вес)  | Яков Куценко «Локомотив» Киев          | 422,5 кг (132,5 + 125 + 165)   | Николай Лапутин Вооружённые Силы Киев | 407,5 кг (135 + 122,5 + 150) | Александр Базурин «Крылья Советов» Москва | 385 кг (125 + 115 + 145)     |